# Смеян, Сергей Константинович
Сергей Константинович Смеян (укр. Сергій Костянтинович Сміян; 1925—2014) — украинский театральный режиссёр, актёр, профессор университета театрального искусства имени И. К. Карпенко-Карого и музыкальной академии имени П. И. Чайковского. Народный артист Украинской ССР (1967), первый лауреат Государственной премии УССР имени Т. Г. Шевченко среди режиссёров.

## Биография
Родился 17 мая 1925 года в Киеве.
В 1948 году окончил актёрский факультет Киевского института театрального искусства имени И. К. Карпенко-Карого. После окончания вместе с десятью выпускниками отправляется по распределению в Дрогобыч.
В 1948—1950 годах работал актёром Днепропетровского украинского музыкально-драматического театра имени Т. Г. Шевченко.
После курсов руководящих кадров искусства в Ленинградском театральном институте имени Николая Островского, откуда, по словам Смеяна, «выходили главными режиссёрами», получил назначение возглавить труппу Запорожского театра им. Щорса (1950—51, 1966—70), затем Полтавского областного театра им. Гоголя (1951—56), Днепропетровского театра имени Т. Г. Шевченко (1956—59), Львовского театра имени М. К. Заньковецкой (1959—66). С 1970 по 1978 года — генеральный директор и главный режиссёр КУАДТ имени И.Я. Франко, в 1978—1981 годах — режиссёр КУАТОБ имени Т. Г. Шевченко.
Постановки Сергея Смеяна становятся визитными карточками театров:

В 1980 году С. Смеян ставит «Севастопольский вальс» К. Я. Листова, ставший визитной карточкой театра. Как писала гродненская пресса: «Спектакль совершенно лишён опереточного оттенка в негативном смысле этого выражения. Режиссёр отошёл от привычного жанрового эталона, найдя новые краски для укрепления героической темы, проходящей через весь спектакль. Начиная с торжественного пролога, когда ветераны Черноморского флота возлагают зелёные гирлянды к Вечному огню и до массового песенного финала, мы всё время ощущаем пульсирующую жизнь моряков. Если задаться вопросом, кто же главный герой спектакля, можно с уверенностью сказать: Черноморский флот. Финал спектакля, как и его начало, связаны смысловым единством. Массовое исполнение моряками «Севастопольского вальса», торжественное его звучание создают завершённый эпический строй героико-патриотического спектакля, взволновавшего зрительный зал».— Струнин А. Синтез жанров /А.Струнин/ Гродненская правда
С 1981 по 1997 года возглавлял Киевский театр оперетты — был директором, художественным руководителем, главным режиссёром, с 1997 — режиссёр-постановщик. С 1989 по 1990 годы — главный режиссёр Хабаровского КТМК, 1991—1992 годах — художественный руководитель Крымского музыкального театра.

Сергея Смеяна критики называют «легендой искусства оперетты», а поставленные им спектакли идут во многих театрах Украины… За годы режиссерской деятельности Смеян сумел выработать свои фирменные черты в подаче опереточного материала: постепенное раскручивание спирали интриги и сценических событий, логично подводящее к эффектной кульминации действия.— Оксана ДЕНЯКОВА в рецензии на постановку Сергея Смеяна, 2 июля 2008
Выполнял переводы, писал инсценизации классических произведений оперетты, мюзиклов.
С 1970 года — преподаватель Киевского университета имени И. К. Карпенко-Карого, профессор. Преподавал и в КГК имени П. И. Чайковского.
Умер 15 октября 2014 года от инфаркта. Похоронен на Берковецком кладбище в Киеве.

### Семья
- первая жена — Валентина Сергеевна Смеян-Берёзка, актриса[7]
  - сын — Виталий, главный режиссёр Днепропетровского драматического театра имени Т. Г. Шевченко †[1]
  - сын — Юрий
- вторая жена — Татьяна
  - дочь — Маша

## Театральные постановки

### Львовский театра оперы и балета им. И. Франко
1. «Цыганский барон» И. Штрауса
2. «Украденное счастье» опера Ю. Мейтуса
3. «Назар Стодоля» К. Данькевича

### Воронежский театр оперы и балета
1. 1961 — «Севастопольский вальс» К. Я. Листова
2. 2010 — «Севастопольский вальс» К. Я. Листова[8]

### Львовский УАДТ имени М. К. Заньковецкой
1. 1962 — «С любовью не шутят» П. Кальдерона
2. «Четвёртый» К. Симонова
3. «Третья патетическая» Н. Погодина

### Запорожский музыкально-драматический театр
1. 1966 — «Когда мёртвые оживают» И. Рачады
2. 1967 — «Грозовой год» А. Я. Каплера
3. 1967 — «Синие росы» Н. Я. Зарудного (совместно с Ю. Ефименко)
4. 1967 — «Храни мою тайну» В. Собко (совместно с К. Параконьевым)
5. 1967 — «Мои друзья» А. Корнейчука
6. 1967 — «Приключения Буратино» О. Аристова, Н. Костарева (совместно с Захаренко)
7. 1968 — «Суд матери» И. Рачады
8. 1968 — «Банкир» А. Е. Корнейчука
9. 1969 — «Ярослав Мудрый» И. А. Кочерги
10. 1969 — «Вдовы» И. Рачады (совместно с К. Параконьевым)
11. 1969 — «Память сердца» А. Е. Корнейчука
12. 2003, 15 ноября — «Принцесса цирка» И. Кальмана

### Киевский театр им. Ивана Франко
1. 1970 — «Кассандра» Л. Украинки
2. 1971 — «В ночь лунного затмения» М. Карима
3. 1972 — «За девятым порогом»
4. 1972 — «Дороги, которые мы выбираем»
5. 1973 — «Пора желтых листьев»
6. 1974 — «Такое долгое, долгое лето»
7. 1975 — «Под высокими звёздами»
8. 1975 — «Кравцов» А. Ф. Коломийца
9. 1977 — «Тыл» Н. Я. Зарудного
10. 1978, 4 марта — «Макбет» У. Шекспира

### Крымский украинский музыкальный театр
В Крымском музыкальном театре поставил 15 спектаклей
1. 1979 — «На рассвете» Г. Плоткина на музыку О. Сандлера
2. 1980 — «Небо остаётся с нами» Г. Плоткина, А. Филиппенко и В. Филиппенко
3. 1980 — «Севастопольский вальс» К. Листова
4. 1991, 25 февраля — «Фараоны» А. Коломийца
5. 1992 — «Запорожец за Дунаем» С. С. Гулака-Артемовского
6. 1992 — «Сильва» И. Кальмана
7. 1992, 20 мая — «Принцесса цирка» И. Кальмана
8. 2002, 22 сентября — «Евреи нашего двора» А. Каневского
9. 2005, 24 февраля — «Герцогиня из Чикаго» И. Кальмана
10. 2005, 28 октября — «Весёлая вдова» Ф. Легара

### Киевский театр оперетты
1. 1986—1987:
  1. «Баядера» И. Кальмана
  2. «Принцесса цирка» И. Кальмана
  3. «Марица» И. Кальмана
  4. «Летучая мышь» И. Штрауса
2. 1993 — ««Майская ночь» Н. Лысенко
3. 1993 — «Такое еврейское счастье» И. Поклада (пьеса А. Каневского «Май нейм из Маня» — инсценировка повести «Теза с нашего двора»)
4. 1994 — «Голландочка» И. Кальмана
5. 1996 — «Ночь в Венеции» И. Штрауса
6. 2008 — «Фиалка Монмартра» И. Кальмана[4]
7. «Американская комедия» М. Самойлова
8. «Весёлая вдова» Ф. Легара
9. «Звёздный час» В. Филиппенко и А. Филиппенко
10. «Легенда о Киеве» А. Билаша
11. «Севастопольский вальс» К. Листова
12. «Сильва» И. Кальмана

### Хабаровский краевой музыкальный театр
1. 1989, 1 ноября — «Сильва» И. Кальмана[10]

### Луганский академический украинский музыкально-драматический театр
1. 2011 — «Марица» И. Кальмана
2. 2012 — «Такое еврейское счастье» И. Поклада[11]

### Другие театры
1. «Разлом»
2. «Шторм»
3. «Оптимистическая трагедия»
4. «Интервенция» Л. Славина
5. «На грани ночи» Иванчука
6. «Остановитесь» И. Рачады
7. «Здравствуй, Припять» Левади на музыку М. Скорика
8. «Голубые олени» А. Коломийца на музыку И. Шамо
9. 2004 — «Герцогиня из Чикаго» И. Кальмана (Антрепризный музыкальный театр п/р Сергея Алимпиева, Москва)[9]

## Фильмография

### Актёрские работы
1. 1957 — Конец Чирвы-Козыря — Кузя Сыроватка
2. 1965 — Люди не всё знают — переводчик
3. 1973 — До последней минуты — Любинский
4. 1977 — Блокада — Франц Гальдер
5. 1997 — Приятель покойника — посетитель кафе «Арт»
6. 2010 — По закону (81-я серия «Собаке собачья смерть») — Виктор Герасимов

### Режиссёрские работы
1. 1974 — Кассандра (фильм-спектакль)
2. 1974 — Пора желтых листьев (фильм-спектакль)

### Сценарист
1. 1974 — Кассандра (фильм-спектакль)

## Награды и признание
- 1964 — заслуженный деятель искусств Украинской ССР
- 1967 — народный артист Украинской ССР
- 1970 — Государственная премия УССР имени Т. Г. Шевченко — за спектакль «Ярослав Мудрый» И. А. Кочерги, поставленный на сцене Запорожского МДТ
- 1972 — орден Трудового Красного Знамени
- 1975 — Почётная грамота Президиума Верховного Совета УССР
- 1976 — орден Трудового Красного Знамени
- 1982 — медаль «В память 1500-летия Киева»
- 1985 — медаль «Ветеран труда»
- 2005 — Почётная Грамота Верховной Рады Украины
- 2009, 16 декабря — орден «За заслуги» III степени[12]
- орден святого равноапостольного великого князя Владимира III степени

## Факты
- Юношей, в годы войны, работал на  киевском авиационном заводе, звакуированном в город Куйбышев[13]
- Сергей Смеян шутил, что «подружился с искусством случайно», а поступать в театральный институт решился из-за нелюбви к точным наукам[14]
- Сергей Смеян — первый из режиссёров, ставший лауреатом Национальной премии Украины им. Т. Шевченко (до 1970 года премия присуждалась литераторам и драматургам)[1]
- Сергей Смеян не имея музыкального образования занимался постановкой музыкальных спектаклей, руководил театрами оперы, оперетты[13]
- Сергей Смеян на протяжении 30 лет был председателем Государственных экзаменационных комиссий (ГЭК)  Киевского театрального института им. И. К. Карпенко-Карого и  Киевской государственной консерватории имени П. И. Чайковского. Его автограф стоит в дипломах сотен выпускников этих вузов (в том числе и на дипломе Богдана Струтинского[укр.], нынешнего художественного руководителя Киевского театра оперетты)[1]